# Dud, Arad
Dud este un sat în comuna Târnova din județul Arad, Crișana, România.

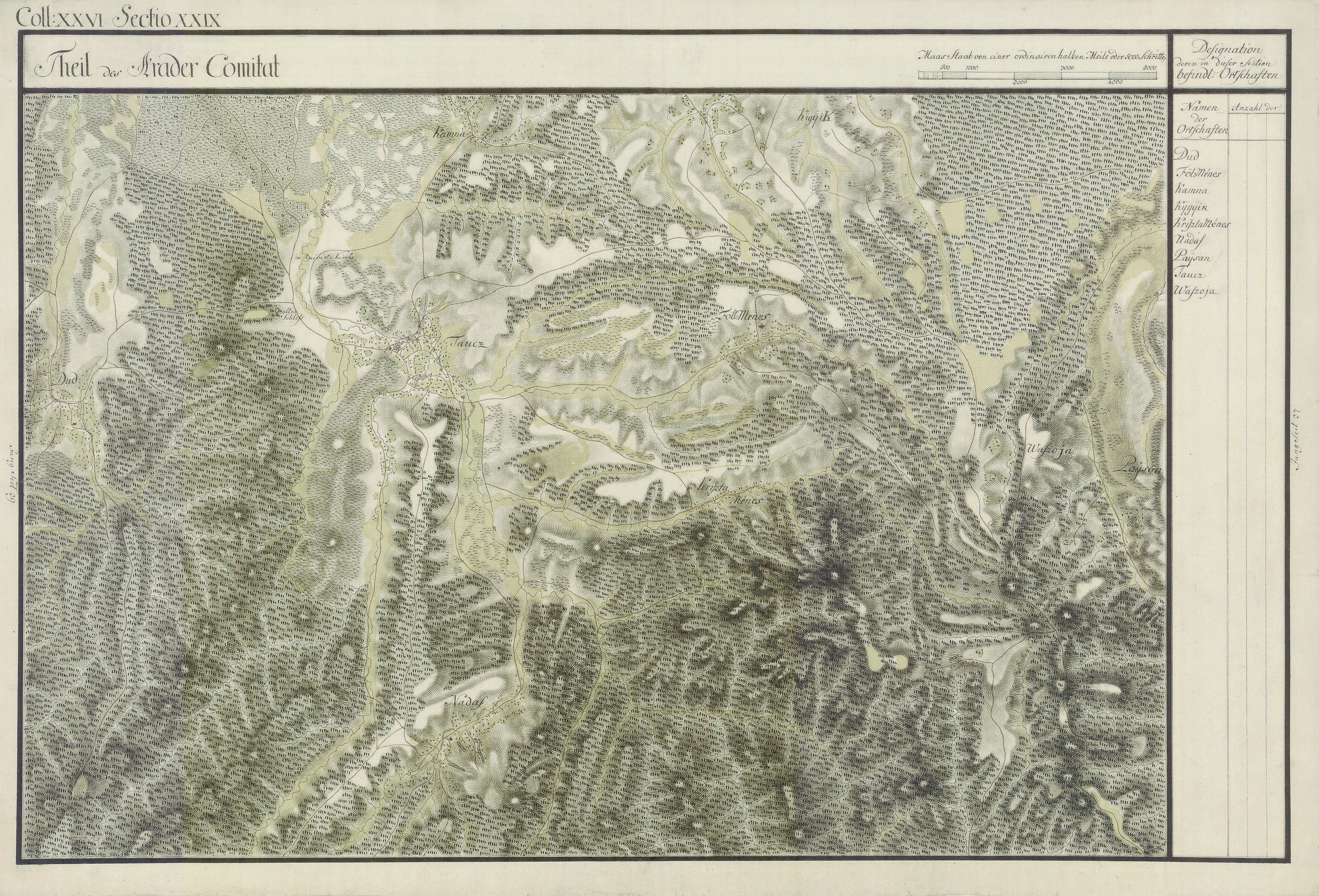
Dud în Harta Iozefină a Comitatului Arad, 1782-85

## Personalități locale
- Cornelia Bodea (n. 1916), istoric, membru titular al Academiei Române.